# Рота (клятва)

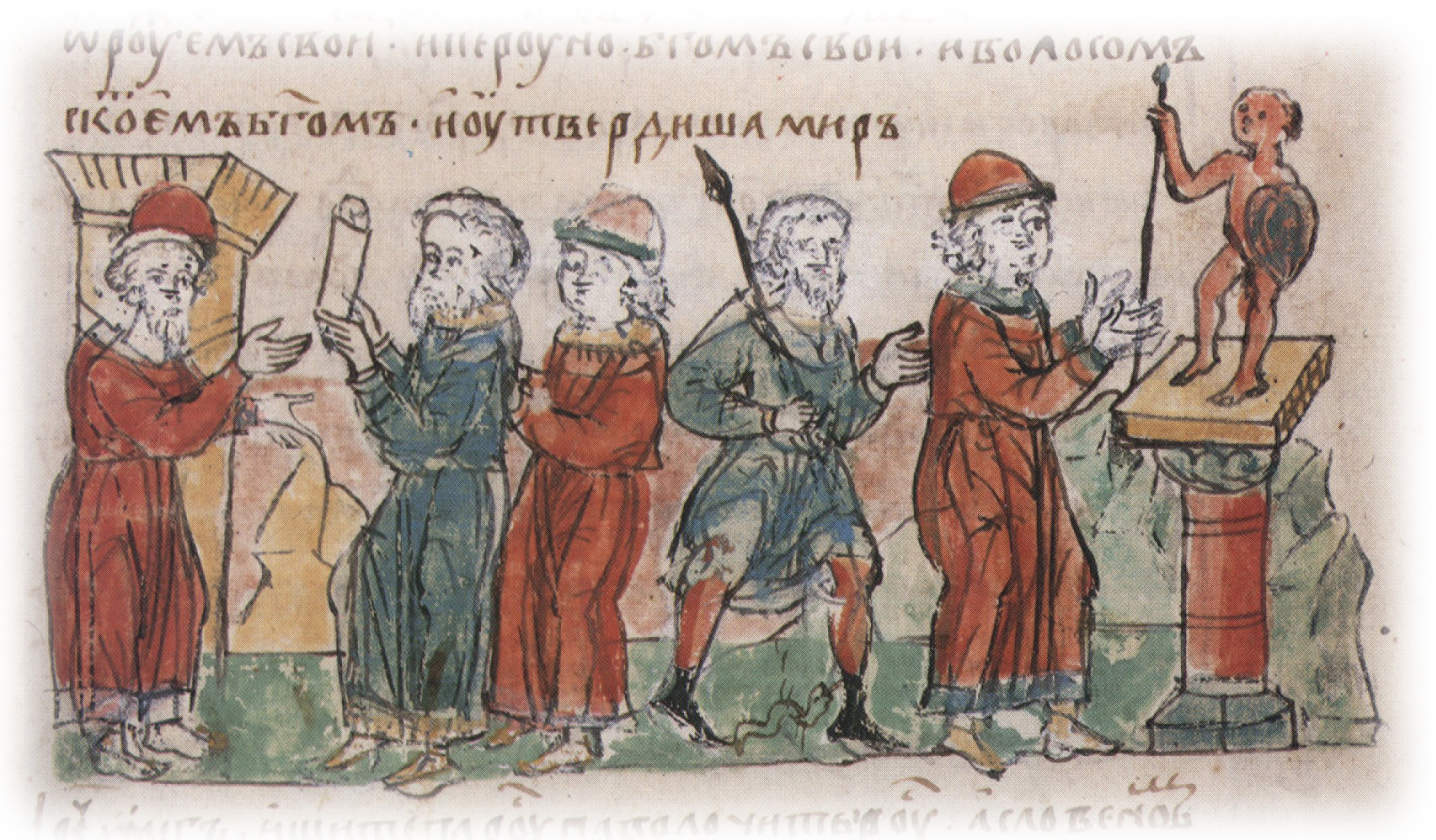
Утверждение мирного договора с греками в 907 году; присяга (рота) мужей «от рода русского». Миниатюра из Радзивилловской летописи, конец XV века

Рота́ — в древнерусском процессе так называлась судебная присяга, клятва.

## Этимология
Согласно словарю В. И. Даля, в XII веке в Великом Новгороде составлялись дружины, дававшие своему старосте роту (присягу), отправляясь артелями в торговлю или на похождения; члены дружин назывались ротниками. В современную автору словаря эпоху (XIX век) рота означала особые виды клятв вроде «отсохни у меня рука» (если неправду говорю); «чтоб мне провалиться»; «дай Бог лопнуть» и т. д. В тот же период в Сибири «рота» это обет, обещание, зарок, клятва Богу. 
От слова «рота» происходили «роче́ние» и «ротьба́» — то есть клятва, божба. Роти́тель, ротительница — те, кто божится, клянётся или присягает. Рота́к — человек, у кого привычка божиться и клясться или ругливо проклинать. Роти́ть (вологодская группа говоров) — бранить, ругать, клясть, проклинать. Роти́ться — божиться, клясться, заклинаться.
В словаре М. Фасмера отмечается наличие слова с таким же значением в других славянских языках: сербохорв. ро̀та «присяга», словен. róta «присяга», пол. rota «присяга», в.-луж. roćić sо «клясться». Там же проводятся параллели с древнеиндийским «vratam» (правило, заповедь, закон, обет) и греческим «ретра» (изречение, договор). Последней версии придерживался и немецкий индолог Х.-П. Шмидт.
Чешский лингвист В. Махек пытался связать роту с древнеиндийским «rta» (правда). Среди российских исследователей аналогичную попытку предпринимал М. Л. Серяков.

## История термина
Первоначально рота означала спор, битву и имела значение суда Божьего; отсюда развились впоследствии ордалии и судебные поединки. В значении присяги рота употреблена в договорах русов с греками в X веке и в «Русской Правде» (глаголы «ротитися» и «клятися» употребляются безразлично в Священном Писании; Матф. 26:74, 75). В летописях выражение «присягать», «принести присягу» передаётся: «ходити (заходити) роте», «водити роте», «внити в роту» и т. д. Слово «клятва» стало употребляться преимущественно после введения христианства; позднее вошли в употребление названия «вера», «крестное целование»; наконец, гораздо позже, может быть, к концу XVII века, появилось польское слово «присяга». В инородческих шертных грамотах XVI века слова рота и «шерть» употребляются безразлично.

## Применение

### Согласно договорам с Византией
По договорам русов с греками рота применялась в следующих случаях: 
- при недостаточности или неполноте других доказательств;
- при несостоятельности должника, дававшего присягу в том, что он не имеет никакого имущества;
- присягой подтверждалось также бегство невольника в чужую страну, если он не отыскивался.

### Согласно «Русской Правде»
По «Русской Правде» рота применялась: 
- в исках, возникающих из договоров, которые совершались вовсе без свидетелей (заём между лицами торгового класса, заём с процентами не свыше 3 гривен, поклажа);
- в делах, возникающих из преступления, когда истец или ответчик не мог найти требуемого количества послухов, если при том цена иска была меньше двух гривен;
- в делах о личных обидах иностранцев, которые вместо представления послухов должны были приносить присягу;
- если кто-нибудь покупал себе чужого холопа, не зная о том, что он чужой, тот должен был присягнуть, что купил по неведению.

Вспомогательным средством рота служила при судебном поединке и при свидетельских показаниях, при том показания послухов всегда оканчивались ротой. «Русская Правда» возлагает обязанность принести роту в одних случаях на истца, в других — на ответчика; возможно, что обязанность эта определялась и жребием.

### Согласно судным грамотам
В эпоху Псковской и Новгородской судных грамот рота признавалась окончательным способом решения дел, возникавших из:
- договора личного найма между землевладельцем и крестьянином;
- договора личного найма между мастером и учеником;
- в исках между родственниками-совладельцами.

В некоторых случаях рота являлась альтернативой поля (судебного поединка). По Псковской грамоте, при судебных поединках рота предшествует полю, составляя как бы первую, необходимую часть его. 
Ответчику было предоставлено или самому принести присягу, или допустить к присяге истца. Личная присяга истца или ответчика всегда имела решающее значение, но при присяге свидетелей первоначально всегда можно было перейти к другим судам Божьим.

### Московское царство
С течением времени рота, как и поединок, подверглась ограничениям; мало-помалу ей придается значение крайнего средства, употребляемого при отсутствии других доказательств; постепенно она заменила «поле». Присяга допускалась в исках, превышающих 1 руб. и лишь для лиц совершеннолетних, не более 3 раз в жизни; в некоторых случаях целовали крест родственники тяжущихся или люди вместо господ.

## Форма
Форма роты, известная нам из договора русских с греками, различалась для язычников и христиан. По обряду язычников, всё оружие и золото их клалось на землю и затем произносилась клятва, состоявшая в призывании страшных казней на голову нарушителя; клялись оружием и богами Перуном и Волосом. Христиане клялись честным крестом и церковью св. Ильи и целовали крест; на нарушителя клятвы призывалась вечная месть Божья. 
Судебная рота, вероятно, происходила на торгу. Присяга приносилась в Москве с большой торжественностью.

## Ротные уроки
Ротные уроки — пошлины при покупке и продаже имуществ — назывались так потому, что продавец присягал в доказательство своего права на отчуждаемое имущество. Некоторые учёные полагают, что ротными уроками именовались судебные пошлины с дел, решаемых присягой.